# Metkiv (Horodok), Rivne
Metkiv (în ucraineană Метків) este un sat în comuna Horodok din raionul Rivne, regiunea Rivne, Ucraina.

## Demografie
Componența lingvistică a localității Metkiv
     Ucraineană (100%)
Conform recensământului din 2001, toată populația localității Metkiv era vorbitoare de ucraineană (100%).